# Согоян, Сэл
Сэл Согоян (англ. Sal Soghoian) — американский программист, музыкант, эксперт по автоматизации пользователей, разработчик ПО, которого называют основоположником автоматизации процессов. Являясь менеджером по продуктам в Apple на протяжении почти 20 лет, он усовершенствовал AppleScript, Automator, JavaScript для Automation (JXA), System Services, Terminal, Apple Configurator и другие инструменты автоматизации MacOS. Он также написал словари сценариев для iWork, iPhoto, Aperture и Photos, стал автором инструментов автоматизации «Mastered for iTunes», а также спроектировал и написал поддержку автоматизации пользователя в приложении Apple Configurator.   

## Биография
Согоян пришёл в Apple в 1997 году, занимая должность менеджера по продуктам в Automation Technologies.
Придя в компанию, он застал кризисные период. В июле 1997 года тогдашний генеральный директор Джил Амелио был только что отстранен и акции компании стремительно падали. Чтобы исправить положение, Apple вернула Стива Джобса на должность временного генерального директора компании.
Когда Джобс пришел к руководству, он начал кампанию по спасению оставшихся ресурсов Apple, сокращая неэффективные отделы. Проблема, сказал Джобс, была в том, что Apple потеряла фокус. Компания производила слишком много продуктов, которые люди не хотели покупать. После многих лет лидерства в инновациях в индустрии ПК, операционная система Macintosh отстала от своего крупнейшего конкурента.
Согояну это не понравилось. Как менеджеру по продуктам автоматизации Apple, ему было поручено найти новые и умные способы, чтобы пользователи могли выполнять утомительные и повторяющиеся задачи на Mac, например, организовывать множество файлов одновременно или изменять размер больших групп фотографий, и писать небольшие фрагменты кода для быстрого выполнения этих задач.
Согоян был первым в зале, кто бросил вызов Джобсу в его обвинениях. Для Согояна резкие слова генерального директора были прямой атакой на его работу. Как оказалось, Джобс оценивал ситуацию, чтобы увидеть, кто из них достаточно увлечен своей работой, чтобы бороться за неё. Это были те люди, которых он хотел сохранить. Согоян прошёл тест.
Он создавал технологии, которые позволяют пользователям творчески перекладывать на свои компьютеры рутину повторяющейся работы. В начале 2000-х он создал программу, которая позволяла пользователям Mac превращать громоздкие многошаговые задачи в то, что можно было бы запустить в любое время всего лишь двойным щелчком мыши. Этот процесс и область, в которой Согоян преуспевает, известны как автоматизация ПК.
Почти через десять лет после того, как оригинальное приложение Automator появилось на Mac, группа iOS-разработчиков вдохновилась на то, чтобы жёстко закодировать способ обмена информацией между приложениями. Это творение, основанное на работе Согояна, сделало iOS более элегантной и полезной.
Согоян был автором популярной коллекции «Sal's AppleScript Snippets», создал ShadowCaster QuarkXPress XTension, написал две книги, включая «AppleScript 1-2-3», и множество журнальных статей.
Его должность была упразднена в Apple в конце 2016 года.
В последние годы он помогал The Omni Group в создании и разработке Omni Automation, независимой от устройств среды автоматизации для приложений Omni. Согоян продолжает писать и консультировать по решениям автоматизации и твёрдо верит в свое кредо: «Мощь компьютера должна находиться в руках того, кто его использует».